# Schmalfilm (Fachzeitschrift)
schmalfilm war das letzte deutschsprachige Fachmagazin, das sich allein mit dem Medium Schmalfilm in seinen verschiedensten Ausführungen beschäftigt.
Dabei behandelte es speziell für Sammler sowie Amateur- und Hobbyfilmer interessante Themen. Dazu gehörten unter anderem Berichte über diverses Filmzubehör, wie Kameras und Filmmaterial, und den fachgemäßen Umgang damit, aber auch die Verbreitung von relevanten Informationen zum Thema.
Mit ihrer Berichterstattung sprach die Redaktion neben den traditionellen Schmalfilmern auch junge Filmschaffende an und versuchte, ihnen die als veraltet geltenden Schmalfilmformate näherzubringen.

## Geschichte
Die frühe Nachkriegszeit war nicht nur für Amateurfilmer eine entbehrungsreiche Zeit. Trotzdem gab der Braunschweiger Journalist Hellmuth Lange im Eigenverlag bereits 1948 ein Heft heraus, das sich dem schmalformatigen Film widmete: den schmalfilm. Mit seinen 24 Seiten im Postkartenformat bot er den Amateurfilmern erstmals wieder eine Plattform zum Informationsaustausch.
Nachdem sich der schmalfilm dem technischen Forschungsstand entsprechend anfangs nur mit den Stummfilm-Formaten 16 mm  und Normal 8 bzw. Doppel 8 beschäftigte, erfuhr er mit einer neuen Erfindung 1965 einen enormen Bedeutungszuwachs: Das von Eastman Kodak auf den Markt gebrachte Format Super 8 revolutionierte die Amateurfilmerei durch seine Verbesserungen und Neuerungen in Sachen Film- und Tonaufnahme. Endlich konnten sich auch Normalverdiener die handlichen Kameras und Filme leisten, sodass der Schmalfilm in den 70er Jahren zur Blütezeit gelangte. Davon profitierten auch die Absatzzahlen des schmalfilms.
Als jedoch Ende der 80er Jahre das Medium Video zu immer größerer Bedeutung gelangte, hatte dies auch Einfluss auf den Super-8-Film und seine verwandten Formate. Sie wurden von dem neuen Datenträger nach und nach vom Markt verdrängt, bis sie nur mehr ein Nischenprodukt darstellten. Das Ende der Schmalfilm-Ära und des sie begleitenden schmalfilms schien nah, zumal das Fachmagazin in den Ruf geriet, nur noch von alten Männern gelesen zu werden, die sich nicht von ihrer Super-8-Kamera trennen mochten.
Dem schleichenden Niedergang des Schmalfilms wurde allerdings Einhalt geboten: Heute erfahren die Amateurformate ein steigendes Interesse, an dem nicht nur ältere Liebhaber, sondern auch junge Filmschaffende, die das Genre für sich entdecken, teilhaben. Dieser Trend wirkte sich auch auf den schmalfilm aus, der 2004 schließlich einem Relaunch unterzogen wurde. Dafür wurde die Zeitschrift – inzwischen vom Berliner Verlag Schiele & Schön übernommen – vollständig überarbeitet. Zudem wurde ihr Redaktionssitz nach Hamburg verlegt, wo Jürgen Lossau seitdem die Position des Chefredakteurs innehat.
Das neue Konzept weg von der technischen Fachsimpelei hin zu praxisnahen Berichten aus der Szene wurde von den Rezipienten honoriert: Steigende Leserzahlen und ein lebhaftes Echo auf die Berichterstattung waren die Folgen. Nach der Einstellung des Super-8-Farbumkehrfilms durch Kodak und zuletzt schrumpfenden Leser- und Anzeigenzahlen sah der Chefredakteur jedoch keine Zukunft mehr für das Magazin und kündigte dessen Einstellung mit der Ausgabe 2/2013 an. Einige Inhalte werden seit der Ausgabe 4/2013 in Zoom – Das Magazin der Filmemacher fortgeführt.

## Inhalte
Der schmalfilm widmete sich allen Themen rund um die Filmformate Super 8, Single 8, Normal 8, 9,5 mm und 16 mm. Im Mittelpunkt standen dabei die Berichterstattung über Filmmaterial, Filmgestaltung, Nachvertonung und Kameras. Ein besonderer Schwerpunkt waren deshalb auch Informationen zu Produktneuheiten und Hintergründen von aktuellen Entwicklungen und Trends im Schmalfilmbereich. Ergänzt wird dies mit Berichten aus der Szene, Porträts über Filmer und Filmerinnen und Hinweisen auf Filmbörsen- und festivals sowie Anwendertreffen.
Neben Anregungen und Tipps für Bastler und Sammler waren im schmalfilm folgende Rubriken zu finden: Filmwelt, Filmbörsen, Filmfestivals, Stammtisch, Szene, Heimkino, Filmmuseen, Zeitraffer, Filmschule, Filmemacher, Zoom, Sammlerglück, Trailer und Kleinanzeigen.

## NOMOS-Super-8-Filmpreis
Nach seinem Relaunch im Jahr 2004 machte es sich der schmalfilm zur Aufgabe, das Filmen im Super-8-Format für viele Amateurfilmer wieder attraktiver zu machen. Deshalb veranstaltete das Fachblatt einen alljährlichen Filmwettbewerb, der inzwischen zum weltweit größten internationalen Wettbewerb für chemische Schmalfilme avanciert ist.
Anfangs sollten die Teilnehmer ihre Filme zu einem bestimmten Thema einsenden, heute sind nur noch das Filmformat und eine Höchstlänge vorgegeben. Ein Fachjury entscheidet über die Gewinner in mehreren Kategorien, die Gewinne werden dann bei einer gemeinsamen Preisverleihung, bei der auch alle Siegerfilme vorgeführt werden, verliehen.
Die Wettbewerbsthemen waren:
- 2004: „Zeit“
- 2005: „Super 8 lebt“
- 2006: „tick8“
- 2007: „tick8“

Benannt wurde der Wettbewerb nach seinem Hauptsponsor, dem Uhrenhersteller Nomos.

## smallformat
Seit dem Jahr 2005 wurde smallformat, das englischsprachige Gegenstück zum schmalfilm, herausgegeben. Sie enthielt zum Teil identische Beiträge wie das Schwestermagazin, war jedoch zur Hälfte mit internationalen Themen von ausländischen Autoren gefüllt. Mit der Ausgabe 6/2008 wurde smallformat eingestellt.